# Shaun Hutchinson
Shaun Matthew Hutchinson (* 23. November 1990 in Newcastle upon Tyne) ist ein englischer Fußballspieler, der beim FC Millwall unter Vertrag steht.

## Vereinskarriere
Shaun Hutchinson der im englischen Newcastle upon Tyne geboren wurde, spielte in der Jugend zunächst für den Wallsend Boys Club für den unter anderem auch Alan Shearer, Steve Bruce, Peter Beardsley und Michael Carrick spielten. Im Alter von 16 Jahren wechselte Hutchinson zum FC Motherwell nach Schottland. Bei dem Verein aus der Region North Lanarkshire spielte dieser bis zu seinem 18. Lebensjahr in der Jugend. Zusammen mit Jonathan Page unterschrieb der Defensivspieler auch seinen ersten Profivertrag beim FCM. Für The Well gab Hutchinson sein Profidebüt im Mai 2011 im Ligaspiel gegen Hamilton Academical. In der Saison 2010/11 erreichte er mit Motherwell das Pokalfinale gegen Celtic Glasgow, wobei er bei der 0:3-Niederlage 90 Minuten spielte. Seinen ersten Treffer im Trikot der Dossers erzielte er beim 8:1-Sieg in der Europa League gegen den albanischen Verein KS Flamurtari Vlora. Im Juni 2011 verlängerte Hutchinson seinen Vertrag um drei Jahre bis 2014. In der Saison 2011/12 wurde Hutchinson zum Jungprofi des Monats Mai gekürt.
Im Juni 2014 wechselte er ablösefrei zum Zweitligisten FC Fulham, für den er in den beiden kommenden Spielzeiten in 34 Ligapartien 2 Treffer erzielen konnte. Nachdem sein auslaufender Vertrag bei Fulham nicht verlängert worden war, unterschrieb er im Juni 2016 einen Zweijahresvertrag beim FC Millwall. Mit seiner neuen Mannschaft zog er in der EFL League One 2016/17 als Tabellensechster in die Aufstiegs-Play-offs ein. Nach einem Halbfinalerfolg über Scunthorpe United bezwang Millwall mit dem in der Startelf stehenden Hutchinson im Finale in Wembley das Team von Bradford City mit 1:0 und stieg damit in die zweite Liga auf. In der neuen Spielklasse fand sich der Verein in vier der fünf kommenden Spielzeiten in der oberen Hälfte der Tabelle wieder. Lediglich die EFL Championship 2018/19 verbrachte Millwall im Abstiegskampf und schloss die Spielzeit auf dem 21. Platz ab.